# Kaput
Kaput je odjevni predmet. Nosi se obično u hladnijem dijelu godine, jer štiti od hladnoće. Različitih je krojeva, dužina i materijala. Obično seže ispod kukova i kopča se gumbima ili kopčama sprijeda, a ponekad i pojasom. Obično se nosi iznad ostale odjeće. Nose ga sve dobne skupine i oba spola.
Kaput je otvoren sprijeda, ima duge rukave i podstavu, obično i džepove, ponekad i kapuljaču. Materijali od kojih se rade kaputi su: pamuk, vuna, krzno, koža i dr. Ženski su kaputi obično uži. 
Tijekom povijesti obično su ga nosili plemići i viši slojevi društva, sve dok nije postao opće raširen i dostupan svim društvenim skupinama. 